# Hamataliwa rana
Hamataliwa rana är en spindelart som först beskrevs av Simon 1897.  Hamataliwa rana ingår i släktet Hamataliwa och familjen lospindlar. Inga underarter finns listade i Catalogue of Life.